# Waalse Pijl 2019

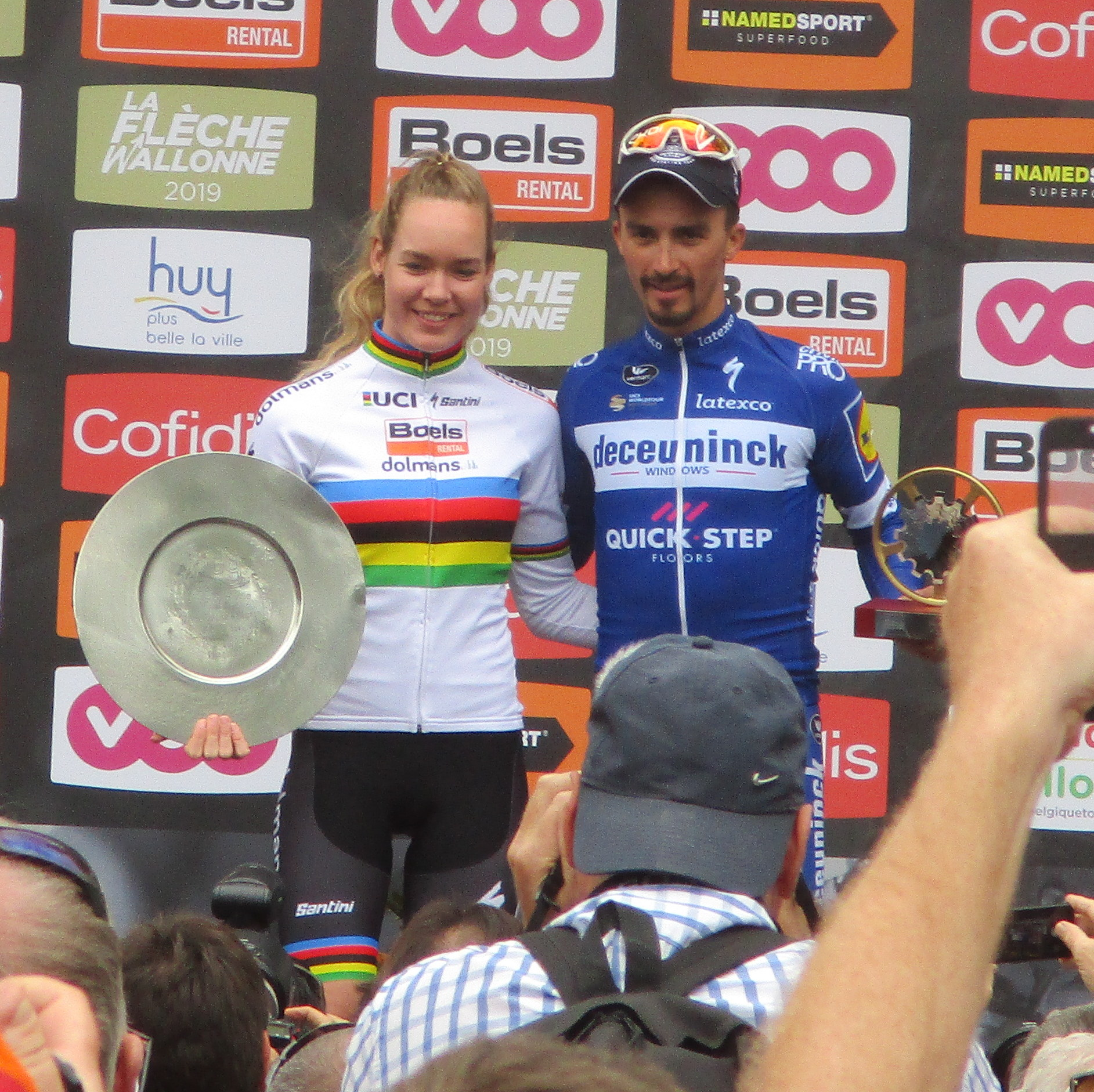
Winnaars Anna van der Breggen en Julian Alaphilippe.

De eendaagse wielerwedstrijd Waalse Pijl werd in 2019 verreden op woensdag 24 april. De wedstrijd voor de mannen, de 83e editie, maakte deel uit van de UCI World Tour van dit seizoen en die voor de vrouwen, de 22e editie, van de UCI Women's World Tour van dit seizoen. De winnaars waren gelijk aan de editie van 2018, namelijk Julian Alaphilippe en Anna van der Breggen.

## Mannen

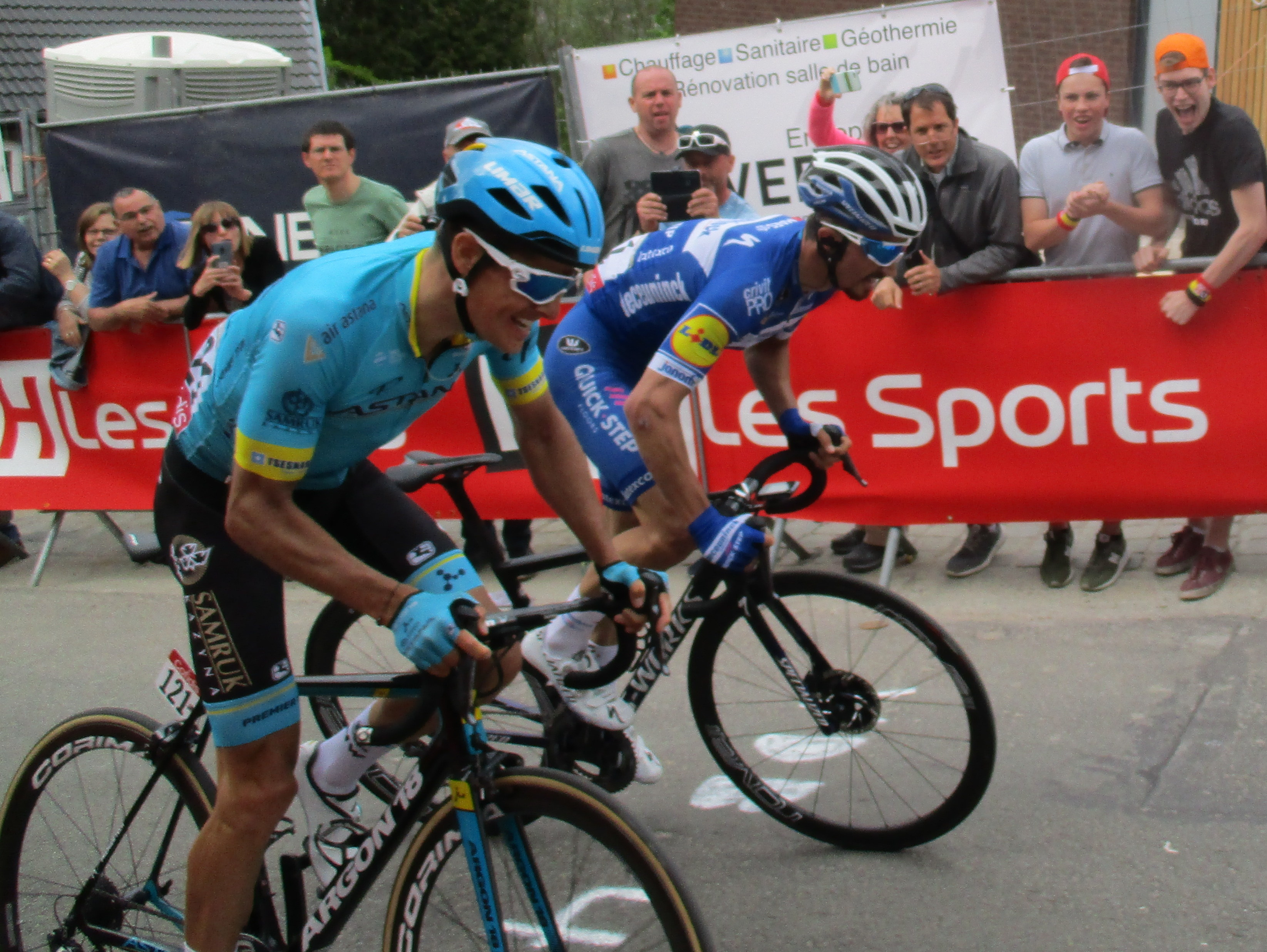
Sprint op de Muur van Hoei.

### Deelnemers
Per team mochten zeven renners worden opgesteld, wat het totaal aantal deelnemers op 175 bracht.
| 18 UCI World Tour-ploegen | 18 UCI World Tour-ploegen | 18 UCI World Tour-ploegen | 7 wildcards                   |
| ------------------------- | ------------------------- | ------------------------- | ----------------------------- |
| AG2R La Mondiale          | EF Education First        | Team INEOS                | Cofidis                       |
| Astana Pro Team           | Groupama-FDJ              | Team Jumbo-Visma          | Euskadi Basque Country-Murias |
| Bahrain-Merida            | Lotto Soudal              | Team Katjoesja Alpecin    | Israel Cycling Academy        |
| BORA-hansgrohe            | Movistar Team             | Team Sunweb               | Rally-UHC Cycling             |
| CCC Team                  | Mitchelton-Scott          | Trek-Segafredo            | Sport Vlaanderen-Baloise      |
| Deceuninck–Quick-Step     | Team Dimension Data       | UAE Team Emirates         | Wallonie Bruxelles            |
|                           |                           |                           | Wanty-Gobert                  |
|                           |                           |                           |                               |

### Uitslag
| Plaats  | Naam                  | Ploeg                 | Tijd     |
| ------- | --------------------- | --------------------- | -------- |
| Winnaar | Julian Alaphilippe    | Deceuninck–Quick-Step | 4u55'14" |
| 2       | Jakob Fuglsang        | Astana Pro Team       | z.t.     |
| 3       | Diego Ulissi          | UAE Team Emirates     | + 6"     |
| 4       | Bjorg Lambrecht       | Lotto Soudal          | + 8"     |
| 5       | Maximilian Schachmann | BORA-hansgrohe        | z.t.     |
| 6       | Bauke Mollema         | Trek-Segafredo        | z.t.     |
| 7       | Patrick Konrad        | BORA-hansgrohe        | z.t.     |
| 8       | Michael Matthews      | Team Sunweb           | z.t.     |
| 9       | Jelle Vanendert       | Lotto Soudal          | + 11"    |
| 10      | Enrico Gasparotto     | Team Dimension Data   | z.t.     |
| 11      | Alejandro Valverde    | Movistar Team         | z.t.     |
| 12      | Benoît Cosnefroy      | AG2R La Mondiale      | z.t.     |
| 13      | Romain Bardet         | AG2R La Mondiale      | z.t.     |
| 14      | Dylan Teuns           | UAE Team Emirates     | z.t.     |
| 15      | Laurens De Plus       | Team Jumbo-Visma      | z.t.     |
| 16      | Michał Kwiatkowski    | Team Sky              | z.t.     |
| 17      | Tim Wellens           | Lotto Soudal          | + 17"    |
| 18      | Guillaume Martin      | Wanty-Gobert          | + 19"    |
| 19      | Rudy Molard           | Groupama-FDJ          | + 23"    |
| 20      | Sergio Henao          | UAE Team Emirates     | + 25"    |

## Vrouwen

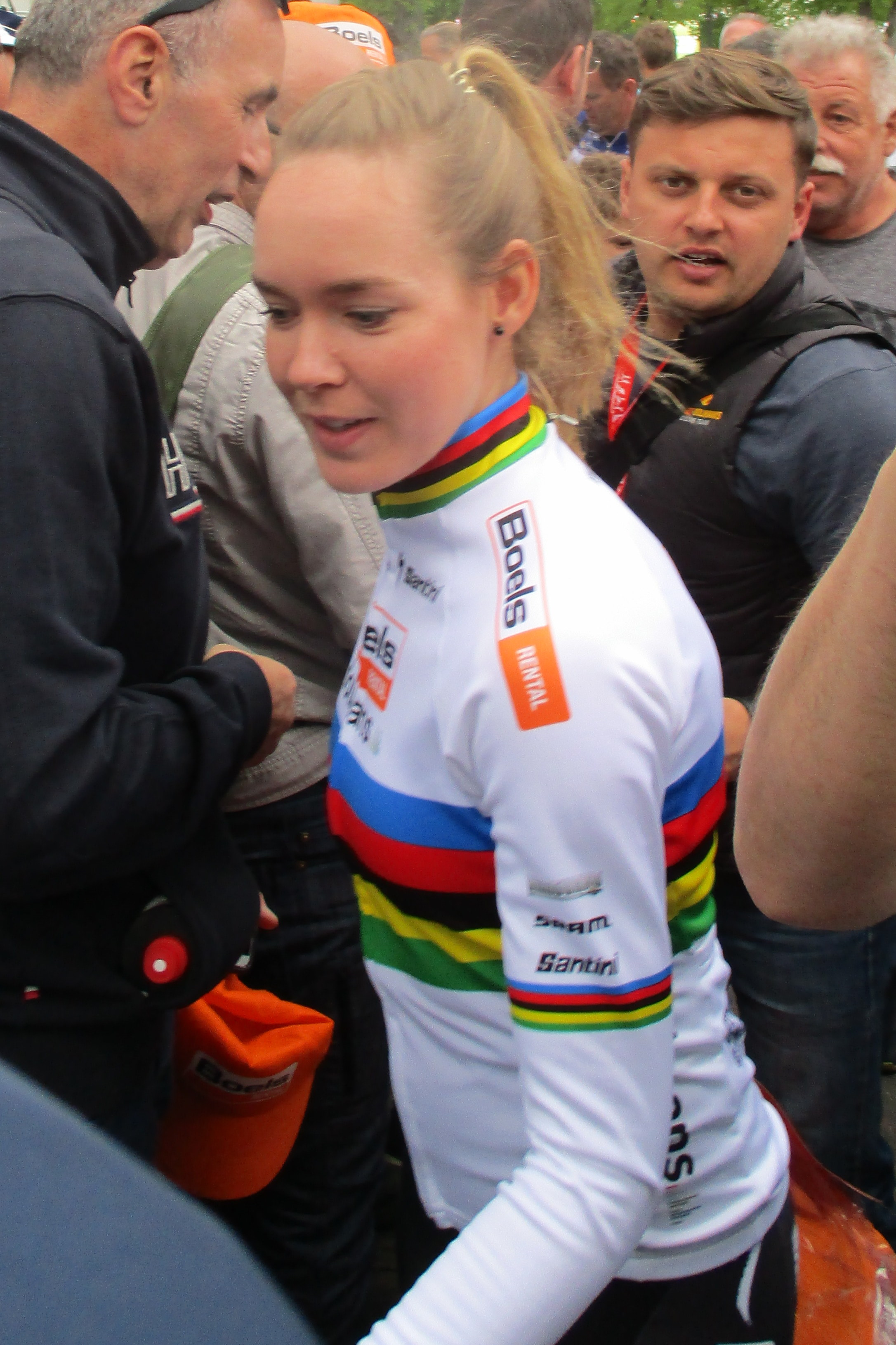
Winnares Anna van der Breggen.

### Parcours
De 22e editie voor de vrouwen vertrok wederom boven op de Muur van Hoei. Het zwaartepunt lag net als bij de mannen in de laatste fase met twee rondes over de Côte d'Ereffe, Côte de Cherave en de Muur van Hoei.
Zeven beklimmingen:
- Côte de Warre
- Côte d'Ereffe (1e keer)
- Côte de Cherave (1e keer)
- Muur van Hoei (1e keer)
- Côte d'Ereffe (2e keer)
- Côte de Cherave (2e keer)
- Muur van Hoei (2e keer)

### Deelnemende ploegen
| UCI-teams           | UCI-teams                          | UCI-teams                   |
| ------------------- | ---------------------------------- | --------------------------- |
| Alé Cipollini       | CCC-Liv                            | Movistar Team               |
| Aromitalia Vaiano   | Cogeas-Mettler                     | Parkhotel Valkenburg-Destil |
| Astana Women's Team | Doltcini-Van Eyck Sport            | Team Sunweb                 |
| BePink              | FDJ Nouvelle-Aquitaine Futuroscope | Team Tibco                  |
| Bigla Pro Cycling   | Hagens Berman-Supermint            | Team Virtu                  |
| Boels Dolmans       | Health Mate-Cyclelive              | Trek-Segafredo              |
| BTC City Ljubljana  | Lotto Soudal Ladies                | Valcar-Cylance              |
| Canyon-SRAM         | Mitchelton-Scott                   | WNT-Rotor                   |

### Uitslag
| Plaats  | Naam                   | Ploeg                   | Tijd     |
| ------- | ---------------------- | ----------------------- | -------- |
| Winnaar | Anna van der Breggen   | Boels Dolmans           | 3u17'04" |
| 2       | Annemiek van Vleuten   | Mitchelton-Scott        | + 1"     |
| 3       | Annika Langvad         | Boels Dolmans           | + 4"     |
| 4       | Marianne Vos           | CCC-Liv                 | + 14"    |
| 5       | Demi Vollering         | Parkhotel Valkenburg    | + 16"    |
| 6       | Katarzyna Niewiadoma   | Canyon-SRAM             | + 17"    |
| 7       | Ashleigh Moolman-Pasio | CCC-Liv                 | + 20"    |
| 8       | Cecilie Uttrup Ludwig  | Bigla Pro Cycling       | + 23"    |
| 9       | Brodie Chapman         | Team Tibco              | + 26"    |
| 10      | Mavi García            | Movistar                | + 33"    |
| 11      | Amanda Spratt          | Mitchelton-Scott        | + 36"    |
| 12      | Arlenis Sierra         | Astana Women's Team     | z.t.     |
| 13      | Shara Gillow           | FDJ                     | z.t.     |
| 14      | Julie Van de Velde     | Lotto Soudal Ladies     | + 38"    |
| 15      | Rachel Neylan          | Team Virtu              | + 40"    |
| 16      | Soraya Paladin         | Alé Cipollini           | + 45"    |
| 17      | Leah Kirchmann         | Team Sunweb             | + 51"    |
| 18      | Floortje Mackaij       | Team Sunweb             | z.t.     |
| 19      | Tetjana Rjabtsjenko    | Doltcini-Van Eyck Sport | + 54"    |
| 20      | Elisa Longo Borghini   | Trek-Segafredo          | + 56"    |

1936 · 1937 · 1938 · 1939 · 1940 · 1941 · 1942 · 1943 · 1944 · 1945 · 1946 · 1947 · 1948 · 1949 · 1950 · 1951 · 1952 · 1953 · 1954 · 1955 · 1956 · 1957 · 1958 · 1959 · 1960 · 1961 · 1962 · 1963 · 1964 · 1965 · 1966 · 1967 · 1968 · 1969 · 1970 · 1971 · 1972 · 1973 · 1974 · 1975 · 1976 · 1977 · 1978 · 1979 · 1980 · 1981 · 1982 · 1983 · 1984 · 1985 · 1986 · 1987 · 1988 · 1989 · 1990 · 1991 · 1992 · 1993 · 1994 · 1995 · 1996 · 1997 · 1998 · 1999 · 2000 · 2001 · 2002 · 2003 · 2004 · 2005 · 2006 · 2007 · 2008 · 2009 · 2010 · 2011 · 2012 · 2013 · 2014 · 2015 · 2016 · 2017 · 2018 · 2019 · 2020 · 2021 · 2022 · 2023 · 2024
Lijst van beklimmingen
Tour Down Under ·
Great Ocean Road Race ·
Ronde van de Verenigde Arabische Emiraten ·
Omloop Het Nieuwsblad ·
Strade Bianche ·
Parijs-Nice · 
Tirreno-Adriatico · 
Milaan-San Remo ·
Ronde van Catalonië ·
Driedaagse Brugge-De Panne ·
E3 BinckBank Classic ·
Gent-Wevelgem ·
Dwars door Vlaanderen ·
Ronde van Vlaanderen ·
Ronde van het Baskenland ·
Parijs-Roubaix ·
Amstel Gold Race ·
Ronde van Turkije ·
Waalse Pijl ·
Luik-Bastenaken-Luik ·
Ronde van Romandië ·
Eschborn-Frankfurt ·
Ronde van Italië ·
Ronde van Californië ·
Critérium du Dauphiné ·
Ronde van Zwitserland ·
Ronde van Frankrijk ·
Clásica San Sebastián ·
Ronde van Polen ·
RideLondon Classic ·
BinckBank Tour ·
Ronde van Spanje ·
EuroEyes Cyclassics ·
Bretagne Classic ·
GP van Quebec ·
GP van Montreal ·
Ronde van Lombardije ·
Ronde van Guangxi
 Strade Bianche ·
 Ronde van Drenthe ·
 Trofeo Alfredo Binda-Comune di Cittiglio ·
 Driedaagse Brugge-De Panne ·
 Gent-Wevelgem ·
 Ronde van Vlaanderen ·
 Amstel Gold Race ·
 Waalse Pijl ·
 Luik-Bastenaken-Luik ·
 Ronde van Chongming ·
 Ronde van Californië ·
 Emakumeen Bira ·
 The Women's Tour ·
 Ronde van Italië voor vrouwen ·
 La Course by Le Tour de France ·
 RideLondon Classic ·
 Open de Suède Vårgårda ·
 Ronde van Noorwegen ·
 Bretagne Classic ·
 Boels Rental Ladies Tour ·
 La Madrid Challenge by La Vuelta ·
 Ronde van Guangxi